# Aérotrain (Parc Saint-Paul)
Aérotrain  is een custom variant op het stalen achtbaanmodel Junior Coaster van de Nederlandse achtbaanbouwer Vekoma in het Franse park Parc Saint-Paul.
Daar opende de baan in 2014. Oorspronkelijk stond de baan in het Portugese Funcenter  en was hij een indoorachtbaan. Daar werd hij geopend in 1997. Hij werd afgebroken in 2012 / 2013 en verkocht aan het Franse park.
Op de baan staat één trein die 10 wagons telt voor elk 2 personen naast elkaar. De baan is 220 meter lang en 11 meter hoog en maakt geen inversies.